# 有版權資料的改寫
在某些情况下，对受版权保护的材料进行改写可能构成侵犯版权。在大多数拥有版权法的国家，版权适用于作品的原创表达，而不是所表达的含义或想法。改写是对表达的侵犯，还是对某个想法的重述，不是一个二元问题，而是一个程度问题。普通法国家的版权法试图避免对诸如此类的思想和表达性质进行理论讨论，而对所谓的思想表达二分法采取更务实的观点。先前作品和改写之间可接受的差异程度取决于多种因素，并最终取决于法院对每个个案的判决。

## 德国

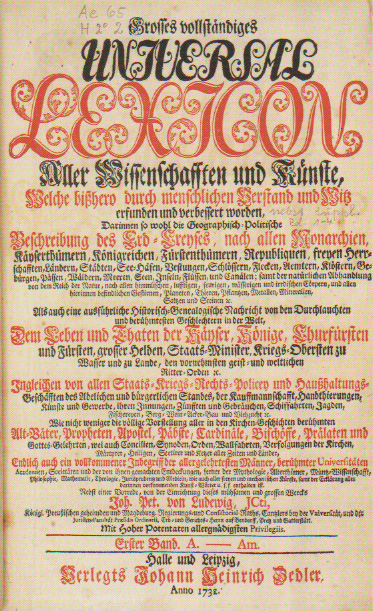
百科全书总是需要复述其他作品，因此，约翰·海因里希·泽德勒《通用词典》的出版权受到威胁

《通用词典》是最早的百科全书之一。1730年，约翰·海因里希·泽德勒为自己的《通用词典》在萨克森州申请版权保护。其竞争对手《通用历史辞典》表示，泽德勒的《通用词典》和其它词典的内容不会有太大差异，只会有些改写。1730年10月16日，德累斯顿上主教法院驳回了泽德勒的请求，并警告说：如果他在其《通用词典》中复制《通用历史词典》中的任何材料，《通用词典》将会被没收，他会被处以罚款。

## 苏联
1925年苏联版权法规定，通过对现有文本进行最低限度改写而来的作品可以被视为有资格获得版权的新作品。截至1991年，苏联版权法为作者提供了更多的保护。自由使用，类似于英国普通法中合理使用的概念，只有在不侵犯作品的正常利用或作者的合法权益的情况下才被允许。

## 美国
美国版权法保护原创“表达”，但不保护事实、方法、发现或其他所表达的“思想”，这一原则被称为思想表达二分法。尽管做出了这种区分，但版权侵权并不总是需要逐字复制，因为在某些情况下也禁止改写。
美国版权法起源于《宪法》的版权条款（第1条第8节第8款），并已成为多项联邦法规之主题，其中最新通过的是《1976年版权法案》。美国最高法院在費斯特出版公司訴鄉村電話公司案中描述了根据《1976年版权法案》对版权侵权进行的基本两部分测试，即： 
- 是否存在有效版权，以及
- 是否存在对受版权保护的作品进行不当复制的情况。

关于是否存在对受版权保护的作品进行不当复制的情况，也有一个由两部分组成的测试，在第二巡回法院的阿恩斯坦诉波特案中首次被阐述：
1. 所涉及语句是属于“复制”还是“独立创作”？
2. 复制是否构成“不当挪用”？即是否作者受保护的“表达”，而不是不受保护的“想法”，被复制到一定程度，从而在原作和假定的副本之间产生了“实质性相似性（英语：substantial similarity）”？

即使上述所有条件都得到满足，合理使用之理据也可能挫败侵权索赔。
除了这些基础知识之外，美国版权法还非常复杂、令人困惑且不一致，法院采用各种测试来确定版权何时受到侵犯。没有单一的规则来定义两个作品何时实质上相似，也没有单一的规则说明近似改写什么时候算是侵犯某一表达之版权，什么时候算是表达同一想法的不同方式。十二个联邦上诉法院之间在如何分析“实质性相似性”方面存在分歧，每个巡回法院采用的方式有相同的部分，也有不同的部分。法院的判决都是具体问题具体分析，几乎没有普遍适用的原则。

### 事实与虚构作品
在审查版权侵害索赔时，美国版权法区分虚构作品（如小说）和事实作品（如历史书或说明书）。对事实作品的版权保护范围较窄，仅涵盖作者的原创表达，但不涵盖所表达的事实或理论。侵权的复制品必须是“逐字复制”或“非常接近的改写”。

#### 事实作品
不同法院对于事实作品中的改写是否构成侵权采取不同的分析方法：
- 一些法院认为，一些事实性作品，特别是说明书等功能性作品，缺乏满足独创性门槛所需的创造力，因此不存在有效的版权。
- 其他法院则遵循“合并原则”，即如果一个思想的表达方式有限，则思想本身和其表达合二为一，因此根据《1976年版权法案》，不存在有效的版权。
- 一些法院采用“弱版权”，认为事实作品具有有效的版权，但仅针对“虚拟同一性”或“对受版权保护的表达的身体挪用”提供有限的保护，从而允许在其他情况下可能被禁止的改写。“虚拟同一性”即在概念、功能、用户体验上的高度一致性。“对受版权保护的表达的身体挪用”即个体利用肢体行为，模仿或者使用受版权保护的内容。
- 最后，一些法院认为，即便费斯特测试和阿恩斯坦测试的所有条件都得到满足，但根据合理使用原则，复制仍然是允许的。对合理使用之分析包括多种因素，其中之一是“版权作品的性质”，一些法院认为事实作品比虚构作品为合理使用提供了更大的余地。[9]

非虚构类文学作品，如历史书、报纸文章和传记，被视为事实作品，受到同样狭窄的版权保护。作者的独特表达受到保护，但事实和理论本身不受保护。甚至事实的选择和排列也可能不受保护。例如，作者可能会罗列编排一系列事实来，以论证历史事件发生原因的理论，但如果作者可以阻止其他人使用相同的事实选择和安排，那么作者将对理论本身拥有有效的垄断，这将违背美国版权法禁止给予思想版权保护的规定。

#### 虚构作品
对于虚构作品，受到保护的不仅仅是“非常接近的改写”。美国版权法禁止通过复制详细的情节序列但使用不同的对话语言等方式来解释故事。但依照必要場景原則，美国版权法不保护例如故事主题和人物原型在内的更一般的剧情模式。一些法院会区分“字面”相似性（例如逐字复制或改写）和“非字面相似性”（例如小说情节、人物或背景的细节）。尼尔·内塔内尔在2008年出版的《版权悖论》（英語：Copyright's Paradox）一书中讨论了保护版权与保护言论自由之间的冲突，他说：“叶芝模仿雪莱，卡夫卡模仿克莱斯特和狄更斯，乔伊斯模仿荷马，T·S·艾略特模仿莎士比亚、惠特曼和波德莱尔，所有这些都会侵犯当今臃肿的版权规定。”

## 在音乐方面
对改写作品的版权保护既适用于歌曲，也适用于歌词。在过去，巴洛克音乐、古典音乐和浪漫主义音乐的作曲家在未经许可的情况下对彼此的作品进行变奏是很常见的，但在今天，这并不被版权法允许。

## 脚注
1. ↑  Bently, Davis & Ginsburg 2010，第191-192頁; Head 2006，第243頁.
2. ↑  Kirchhoff 1891，第198頁.
3. ↑  Order against Zedler.
4. ↑  Levitsky 1964，第101頁.
5. ↑  Elst 2005，第376頁.
6. ↑  Lippman 2013，第523頁; Barrett 2008，第109, 111, 130頁; Gorman 2006，第6, 23-24, 26頁.
7. 1 2 3  Lippman 2013; Barrett 2008; Gorman 2006.
8. ↑  Lippman 2013，第519, 525-533頁; Barrett 2008，第129, 131-133頁; Gorman 2006，第26頁.
9. ↑  Barrett 2008，第110-112, 130, 164頁; Gorman 2006，第25-28頁.
10. ↑  Barrett 2008，第111-112頁.
11. ↑  Saint-Amour 2011，第31頁.
12. ↑  Patry 2012，第100頁.

## 拓展阅读
- Bunker, Matthew D. . Journal of Copyright in Education & Librarianship. 2019-02-25, 3 (1). ISSN 2473-8336. S2CID 159100886. doi:10.17161/jcel.v3i1.6481  （英语）.
- Casalini, Rosalinde. . Touro Law Review. 2012-12-04, 26 (1)  [2024-03-04]. ISSN 8756-7326. （原始内容存档于2024-07-08）.
- Gaines, Ginger A. . Fordham Intellectual Property, Media and Entertainment Law Journal. 1992, 3 (1)  [2012-06-21]. （原始内容存档于2024-07-06）.
- Gudkov, Aleksei. . The Journal of World Intellectual Property. November 2020, 23 (5–6): 759–776  [2024-03-04]. ISSN 1422-2213. S2CID 225154919. doi:10.1111/jwip.12172. （原始内容存档于2024-03-04） （英语）.
- Landes, William M.; Posner, Richard A. . Harvard University Press. 2009-06-30. ISBN 978-0-674-03991-9 （英语）.
- Nimmer, David. . Kluwer Law International. 2008-05-22  [2012-06-24]. ISBN 978-90-411-2494-4.
- Park, Jee. . Hastings Communications and Entertainment Law Journal. 1988-01-01, 11 (1): 75  [2024-03-04]. ISSN 1061-6578. （原始内容存档于2022-09-07）.
- Perle, E. Gabriel; Fischer, Mark A.; Williams, John Taylor. . Aspen Publishers. 1999-06-01  [2012-06-13]. ISBN 978-0-7355-0448-6.
- Port, Kenneth L.; Halpern, Sheldon W.; Nard, Craig Allen. . Kluwer Law International. 2011  [2012-06-21]. ISBN 978-90-411-3342-7.
- Posner, Richard. . The Becker-Posner Blog. 2009-06-23  [2012-06-17]. （原始内容存档于2016-06-29）.
- Samuelson, P.; Sherman, R. M. . Georgetown Law Journal. 2013-10-28, 101 (6): 1505–1564  [2024-03-04]. ISSN 0016-8092. （原始内容存档于2024-06-22） （英语）.